# Pamphagidae
Famille
Les Pamphagidae sont une famille d'insectes orthoptères.

## Distribution
Les espèces de cette famille se rencontrent en Europe, en Asie et en Afrique.

## Liste des genres
Selon Orthoptera Species File (21 juillet 2018) :
- sous-famille Akicerinae Bolívar, 1916
  - genre Adephagus Saussure, 1887
  - genre Akicera Serville, 1831
  - genre Batrachornis Saussure, 1884
  - genre Batrachotetrix Burmeister, 1838
  - genre Eremotettix Saussure, 1888
- sous-famille Echinotropinae Dirsh, 1961
  - genre Echinotropis Uvarov, 1944
  - genre Geloiomimus Saussure, 1899
  - genre Parageloiomimus Dirsh, 1961
  - genre Thrincotropis Saussure, 1899
- sous-famille Pamphaginae Burmeister, 1840
  - tribu Euryparyphini La Greca, 1993
    - genre Eunapiodes Bolívar, 1907
    - genre Euryparyphes Fischer, 1853
    - genre Nadigeumigus La Greca, 1993
    - genre Paraeumigus Bolívar, 1914
    - genre Paraeuryparyphes La Greca, 1993

  - tribu Finotiini Bolívar, 1916
    - genre Finotia Bonnet, 1884

  - tribu Nocarodeini Bolívar, 1916
    - genre Araxiana Mistshenko, 1951
    - genre Bufonocarodes Mistshenko, 1951
    - genre Ebnerodes Ramme, 1951
    - genre Eunothrotes Adelung, 1907
    - genre Iranacris Mistshenko, 1951
    - genre Neoparanothrotes Mirzayans, 1991
    - genre Nocaracris Uvarov, 1928
    - genre Nocarodes Fischer von Waldheim, 1846
    - genre Paranocarodes Bolívar, 1916
    - genre Paranothrotes Mistshenko, 1951
    - genre Pseudonothrotes Mistshenko, 1951
    - genre Turkanocaracris Ünal, 2016

  - tribu Pamphagini Burmeister, 1840
    - genre Acaeropa Uvarov, 1927
    - genre Acinipe Rambur, 1838
    - genre Amigus Bolívar, 1914
    - genre Eumigus Bolívar, 1878
    - genre Glauia Bolívar, 1912
    - genre Glauvarovia Morales-Agacino, 1945
    - genre Kurtharzia Koçak, 1981
    - genre Ocneridia Bolívar, 1912
    - genre Ocnerodes Brunner von Wattenwyl, 1882
    - genre Ocneropsis Uvarov, 1942
    - genre Ocnerosthenus Massa, 1995
    - genre Orchamus Stål, 1876
    - genre Pamphagus Thunberg, 1815
    - genre Paracinipe Descamps & Mounassif, 1972
    - genre Prionosthenus Bolívar, 1878
    - genre Pseudamigus Chopard, 1943
    - genre Pseudoglauia Morales-Agacino & Descamps, 1968

  - tribu Tropidauchenini Zhang, Yin & Yin, 2003
    - genre Saxetania Mistshenko, 1951
    - genre Tropidauchen Saussure, 1887

  - tribu indéterminée
    - genre Acrostira Enderlein, 1929
    - genre Purpuraria Enderlein, 1929
- sous-famille Porthetinae Bolívar, 1916
  - genre Aphantotropis Uvarov, 1924
  - genre Bolivarella Saussure, 1887
  - genre Cultrinotus Bolívar, 1915
  - genre Hoplolopha Stål, 1876
  - genre Lamarckiana Kirby, 1910
  - genre Lobosceliana Dirsh, 1958
  - genre Pagopedilum Karsch, 1896
  - genre Porthetis Serville, 1831
  - genre Puncticornia Dirsh, 1958
  - genre Stolliana Bolívar, 1916
  - genre Trachypetrella W. F. Kirby, 1910
  - genre Transvaaliana Dirsh, 1958
  - genre Vansoniacris Dirsh, 1958
  - genre Xiphoceriana Dirsh, 1958
- sous-famille Thrinchinae Stål, 1876
  - tribu Haplotropidini Sergeev, 1995
    - genre Haplotropis Saussure, 1888
    - genre Humphaplotropis Xiao, Yin & Yin, 2013
    - genre Sulcohumpacris Yin, Yin & Cao, 2017

  - tribu Thrinchini Stål, 1876
    - genre Asiotmethis Uvarov, 1943
    - genre Atrichotmethis Uvarov, 1943
    - genre Beybienkia Tsyplenkov, 1956
    - genre Dhofaria Popov, 1985
    - genre Eoeotmethis Zheng, 1985
    - genre Eotmethis Bey-Bienko, 1948
    - genre Eremocharis Saussure, 1884
    - genre Eremopeza Saussure, 1888
    - genre Eremotmethis Uvarov, 1943
    - genre Filchnerella Karny, 1908
    - genre Glyphanus Fieber, 1853
    - genre Glyphotmethis Bey-Bienko, 1951
    - genre Iranotmethis Uvarov, 1943
    - genre Melanotmethis Uvarov, 1943
    - genre Mongolotmethis Bey-Bienko, 1948
    - genre Pezotmethis Uvarov, 1943
    - genre Prionotropis Fieber, 1853
    - genre Rhinotmethis Sjöstedt, 1933
    - genre Strumiger Zubovski, 1896
    - genre Thrinchus Fischer von Waldheim, 1833
    - genre Tmethis Fieber, 1853
    - genre Tuarega Uvarov, 1943
    - genre Utubius Uvarov, 1936

## Publication originale
- Burmeister, 1840 : Audinet Serville's histoire naturelles des orthoptères verglichen mit seinem Handbuch der Entomologie. Zeitschrift für Entomologie (Germar), vol. 2, p. 1-82.